# Asura ktimuna
Quadrasura ktimuna là một loài bướm đêm thuộc phân họ Arctiinae, họ Erebidae.